# لئوناردو برزانی
لئوناردو برزانی (انگلیسی: Leonardo Borzani؛ زادهٔ ۷ مهٔ ۱۹۸۲) بازیکن سابق فوتبال اهل آرژانتین است که در پست هافبک بازی می‌کرد.